# Vuollejaure (Arjeplogs socken, Lappland, 734132-163081)
Vuollejaure är en sjö i Arjeplogs kommun i Lappland och ingår i Piteälvens huvudavrinningsområde. Sjön har en area på 0,151 kvadratkilometer och ligger 408,5 meter över havet. Sjön avvattnas av vattendraget Tjipkobäcken.

## Delavrinningsområde
Vuollejaure ingår i det delavrinningsområde (734215-163040) som SMHI kallar för Mynnar i Puoitasjaure. Medelhöjden är 421 meter över havet och ytan är 9,71 kvadratkilometer. Det finns ett avrinningsområde uppströms, och räknas det in blir den ackumulerade arean 36,33 kvadratkilometer. Tjipkobäcken som avvattnar avrinningsområdet har biflödesordning 2, vilket innebär att vattnet flödar genom totalt 2 vattendrag innan det når havet efter 175 kilometer. Avrinningsområdet består mestadels av skog (87 procent). Avrinningsområdet har 0,62 kvadratkilometer vattenytor vilket ger det en sjöprocent på 6,4 procent.